# Месягутово (Янаульский район)
Месягутово (баш. Мәсәғүт) — село в Янаульском районе Республики Башкортостан Российской Федерации. Центр Месягутовского сельсовета.

## География

### Географическое положение
Находится на реке Гарейка. Расстояние до:
- районного центра (Янаул): 41 км,
- ближайшей ж/д станции (Янаул): 41 км.

## История
Основано в конце XVIII века башкирами Урман-Гарейской волости Казанской дороги на собственных землях, названа по имени первопоселенца. В 1795 году в 7-дворной деревне жило 34 жителя.
По VII ревизии 1816 года в 12 дворах проживало 80 человек, в 1834 году — 131 башкир. В 1842 году на 25 дворов в среднем приходилось лошадей по 4,5, коров по 5,6, овец по 3,3, коз по 2,9, а также по 5,6 улья и по 4,0 борти. Было две мельницы.
В 1870 году — деревня Месягутова 2-го стана Бирского уезда Уфимской губернии, 42 двора и 307 жителей (158 мужчин и 149 женщин), мещеряки. Была мечеть и 2 водяные мельницы, жители занимались сельским хозяйством и пчеловодством.
Месягутовский сельсовет образован около 1922 года.
В 1926 году деревня относилась к Кызылъяровской волости Бирского кантона Башкирской АССР.
В 1928 году основан колхоз «Сафар», существовавший до 1950 года.
В 1929 году построено здание школы (до 1939 года это была начальная школа, до 1961 года — семилетняя).

## Инфраструктура
Действуют основная школа (филиал средней школы села Ямады), фельдшерско-акушерский пункт, дом культуры, библиотека.

## Население
| 2002 | 2009 | 2010 |
| ---- | ---- | ---- |
| 209  | ↘182 | ↘177 |

По VII ревизии 1816 года в 12 дворах проживало 80 человек, в 1834 году — 131 башкир.
X ревизия 1859 года взяла на учёт 290 вотчинников, имеющих 42 двора.
В 1870 году — 42 двора и 307 жителей (158 мужчин и 149 женщин), мещеряки.
В 1896 году в деревне Кызылъяровской волости VII стана Бирского уезда — 65 дворов, 363 жителя (189 мужчин, 174 женщины), мечеть, хлебозапасный магазин.
В 1906 году — 347 жителей, мечеть (построенная в 1891 году), 2 водяные мельницы.
В 1920 году по официальным данным в деревне 89 дворов и 435 жителей (205 мужчин, 230 женщин), отмеченных башкирами, по данным подворного подсчета — 425 татар, 7 русских и 6 православных в 89 хозяйствах.
В 1939 году население составляло 434 человека, в 1959 году — 265 жителей.
В 1982 году население — около 210 человек.
В 1989 году — 228 человек (105 мужчин, 123 женщины).
В 2002 году — 209 человек (97 мужчин, 112 женщин), башкиры — 92 %.
В 2010 году — 177 человек (84 мужчины, 93 женщины).